# Consell Regional de Sardenya
Consell Regional de Sardenya (Consiglio Regionale di Sardegna) és l'òrgan de màxim poder legislatiu de Sardenya, regió amb Estatut Especial aprovat el 1948.
L'estatut li concedeix un cert grau teòric d'autonomia administrativa, compta amb un Consiglio Regionale, de 76 consellers escollits, un per cada 20.000 habitants, pel sistema proporcional cada cinc anys, i la Giunta Regionale.
Segons el text de l'estatut, el govern regional té potestat legislativa exclusiva en circumscripció municipal, policia local, agricultura i boscos, obres públiques, beneficència, cacera i pesca, artesanat, turisme i règim local; pel que fa a les matèries d'indústria i comerç, crèdits, petita i mitjana empresa, electricitat, assumpció de poders públics, assistència social i sanitat, la potestat legislativa de la regió és compartida amb la de l'Estat.
En matèria de treball, educació, antigüitats i altres, la regió té facultat de dictar normes d'integració i d'actuació. Per altra banda, el Consiglio Regionale pot presentar a la Cambra italiana vots i propostes de llei en matèries que afectin a la regió. Quan la regió es trobi directament interessada, pot ser representada en els projectes de tractats comercials, tarifes ferroviàries, reglamentació del servei nacional de comunicacions i transports que l'afectin directament.